# Operation Artischocke
Die Operation Artischocke (engl. Operation ARTICHOKE bzw. Project ARTICHOKE) war ein umfangreiches, geheimes Forschungsprogramm der Central Intelligence Agency (CIA) über Möglichkeiten der Bewusstseinskontrolle vom 20. August 1951 bis 20. April 1953. Vorgängerprojekt war das Projekt BLUEBIRD, Nachfolger das Projekt MKULTRA.

## Ziele und Methoden
Zu Beginn des Kalten Krieges ließ die CIA in der Bundesrepublik Deutschland, in Japan sowie auf einem Marinestützpunkt in der Panamakanalzone Geheimgefängnisse einrichten. Sie wurden insbesondere für Verhöre von vermuteten Doppelagenten, die im Verdacht standen, geheime Informationen an die Sowjetunion weiterzugeben, genutzt. 1950 wurden vier vermeintliche nordkoreanische Doppelagenten in Japan sowie zwei russische Emigranten, die man aus Deutschland in die Kanalzone geschafft hatte, in den Geheimgefängnissen unter Drogeneinsatz verhört. Sie galten als die ersten Versuchspersonen der Operation Artischocke. Das Streben nach Kontrolle der menschlichen Psyche, so das Projektziel, führte mindestens zwischen 1948 und 1952 zum Einsatz von bewusstseinssteuernden Drogen wie Heroin, Amphetaminen, Schlafmitteln und dem zur damaligen Zeit gerade erst entdeckten LSD in den Geheimgefängnissen; ein Prozess, über den CIA-Direktor Allen W. Dulles und Frank Wisner, Leiter der Abteilung für verdeckte Operationen, mit Bericht vom 15. Mai 1952 umfassend informiert worden waren.
Fast alle Unterlagen des Projektes wurden im Nachgang durch hohe Beamte der CIA, darunter Richard Helms, vernichtet.
Deutsche KZ-Ärzte setzten die Versuche mit Wissen der CIA fort. Bis in die 70er Jahre experimentierten sie an Gefangenen, psychisch Kranken und Waisenkindern u. a. in den Militärbasen der US Army in Deutschland, oftmals ohne Wissen und Einverständnis der Betroffenen. Eine besondere Rolle spielte dabei der Arzt Kurt Blome, der auch bei den Nürnberger Ärzteprozessen angeklagt war. Obwohl viel belastendes Material gegen ihn vorlag, wurde er, vermutlich auf Betreiben der CIA, freigesprochen. Kurz danach wurde er in die USA gebracht und dort intensiv verhört. Sogar seine Anstellung bei dem U.S. Army Chemical Corps war geplant, scheiterte aber als der Plan bekannt wurde.